# Six Semaines de bonheur
Pour plus de détails, voir Fiche technique et Distribution.
Six Semaines de bonheur (Hat hét boldogság) est un film hongrois réalisé par André de Toth, sorti en 1939.

## Synopsis
Un cambrioleur professionnel, Gábor Bozsó, cache la vérité à sa fille Éva, qui est élevée dans une institution huppée. Les évènements se compliquent  quand elle tombe amoureuse d'une des victimes de son père.

## Fiche technique
- Titre original : Hat hét boldogság
- Titre français : Six Semaines de bonheur
- Réalisation : André de Toth
- Scénario : Zoltán Várkonyi et Jenõ Szatmári
- Photographie : Árpád Makay
- Montage : Lajos Paál
- Musique : Szabolcs Fényes
- Pays de production : Hongrie
- Format : Noir et blanc - 1,37:1 - Mono
- Genre : comédie romantique
- Durée : 80 minutes
- Date de sortie : 1939

## Distribution
- Klári Tolnay : Éva, Bozsó lánya
- Ferenc Kiss : Bozsó Gábor
- László Szilassy : Horváth Miklós
- Erzsi Könyves Tóth
- Margit Ladomerszky : Igazgatónõ
- Éva Szaplonczay : Titkárnö
- Béla Mihályffi : Strumpf Jeromos
- Sándor Tompa : Kalauz
- Károly Kovács : Borbély Franci